# Mon ami Dodger
Pour plus de détails, voir Fiche technique et Distribution.
Mon ami Dodger (titre original Monkey Trouble) est un film américain réalisé par Franco Amurri et sorti en 1994.

## Synopsis
Eva, une petite fille de 9 ans, voudrait avoir un animal de compagnie, mais sa mère pense qu'elle n'est pas assez responsable et son beau-père est allergique. Elle ne peut le garder non plus chez son père qui est pilote de ligne. Un jour, Eva trouve un singe capucin qui s'est échappé de chez son maitre qui le maltraitait; elle l'appelle Dodger et décide de le garder en cachette.

## Fiche technique
- Titre original Monkey Trouble
- Réalisation : Franco Amurri
- Scénario : Stu Krieger, Franco Amurri
- Producteurs : Mimi Polk Gitlin, Heide Rufus Isaacs, Ridley Scott
- Production : Effe Productions, New Line Cinema
- Musique : Mark Mancina
- Image : Luciano Tovoli
- Montage : Ray Lovejoy
- Durée : 96 minutes
- Lieu de tournage : Los Angeles, Californie
- Dates de sortie : 
  - 18 mars 1994 ( États-Unis)
  - 21 juin 1995 ( France)

## Distribution
- Thora Birch : Eva
- Harvey Keitel (VF : Daniel Russo) : Azro
- Mimi Rogers : Amy
- Christopher McDonald : Tom
- Adrian Johnson : Jack
- Julian Johnson : Jack
- Kevin Scannell : Peter
- Alison Elliott : Tessa
- Robert Miranda : Drake
- Victor Argo : Charlie
- Remy Ryan : Katie
- Adam LaVorgna : Mark
- Jo Champa : Annie
- John Lafayette : Cates

## Bande originale
1. Sold for Me – (The Aintree Boys)
2. Posie – (The Aintree Boys)
3. Who Gets the Loot - (Josh Debear)
4. VB RAP - (Gee Boyz)
5. Girls - (Gee Boyz)
6. Monkey Shines - (Robert J. Walsh)